# Domenica in
Domenica in est une émission de télévision de variétés italienne diffusée sur la Rai 1 chaque dimanche depuis le 3 octobre 1976.

## Historique
L'émission débute le 3 octobre 1976 en direct sur la RAI 1. Elle dure six heures chaque dimanche et est entrecoupée par divers événements comme des concerts, la régate historique de Venise, des séries TV, la Loterie italienne et des événements sportifs comme la deuxième moitié du match de football le plus important de la journée. Elle est présentée par Corrado Mantoni.
En 1979, Pippo Baudo devient le nouveau présentateur. En 1985, Mino Damato devient le nouveau présentateur, un journaliste professionnel, il donne plus d'importance à l'actualité. Il anime avec un trio Tullio Solenghi, Anna Marchesini et Massimo Lopez. 
En 1989, Edwige Fenech devient la nouvelle présentatrice.

## Éditions
| #  | Année     | Présentateurs |
| -- | --------- | --- |
| 1  | 1976-1977 | Corrado avec Dora Moroni et Alexander |
| 2  | 1977-1978 | Corrado avec Dora Moroni, Isabella Goldman et Patrizia Giugno |
| 3  | 1978-1979 | Corrado avec Fiammetta Flamini, Marina Perzy et Donatella Bianchi |
| 4  | 1979-1980 | Pippo Baudo avec Sandra Mondaini et Edy Angelillo |
| 5  | 1980-1981 | Pippo Baudo avec Giucas Casella, Ramona Dell'Abate, Barbara d'Urso, Beppe Grillo, Memo Remigi et Gigi Sabani |
| 6  | 1981-1982 | Pippo Baudo avec Marcella Bella ry Alessandra Mussolini |
| 7  | 1982-1983 | Pippo Baudo |
| 8  | 1983-1984 | Pippo Baudo |
| 9  | 1984-1985 | Pippo Baudo |
| 10 | 1985-1986 | Mino Damato avec Elisabetta Gardini, Gina Lollobrigida et Trio Solenghi-Marchesini-Lopez |
| 11 | 1986-1987 | Raffaella Carrà |
| 12 | 1987-1988 | Lino Banfi avec Toto Cutugno, Paulo Roberto Falcão et Patrizio Vicedomini |
| 13 | 1988-1989 | Marisa Laurito avec Roberto D'Agostino, Benedicta Boccoli, Brigitta Boccoli, Lisa Russo, Sandro Mayer et Paolo Occhipinti |
| 14 | 1989-1990 | Edwige Fenech avec Pupo, Maurizio Ferrini, Benedicta Boccoli et Brigitta Boccoli |
| 15 | 1990-1991 | Gigi Sabani avec Simona Tagli, Ricchi e Poveri, Mario Marenco, Benedicta Boccoli, Brigitta Boccoli, Carmen Russo, Elisa Satta, Le compilation, Paolo Villaggio, Bruno Vespa et Sandro Mayer                                                  |
| 16 | 1991-1992 | Pippo Baudo avec Raffaella Bergé, Nino Frassica, Simona Ventura, Lolita Morena et Ilaria Moscato |
| 17 | 1992-1993 | Toto Cutugno et Alba Parietti avec Jocelyn, Ugo Gregoretti, Giorgio Calabrese et Guglielmo Zucconi |
| 18 | 1993-1994 | Luca Giurato et Mara Venier avec Francesca Alotta, Fiordaliso, Monica Vitti et Antonio Mazzi |
| 19 | 1994-1995 | Mara Venier avec Antonio Mazzi, Stefano Masciarelli, Giucas Casella, Giampiero Galeazzi, Irene Fargo et Massimo Modugno |
| 20 | 1995-1996 | Mara Venier avec Antonio Mazzi, Andrea Roncato, Giampiero Galeazzi, Giucas Casella, Orietta Berti, Jimmy Fontana, Gruppo Arciliuto, Francesco Boccia et Antonella Bucci                                                                      |
| 21 | 1996-1997 | Mara Venier avec Andrea Roncato, Giampiero Galeazzi, Nilla Pizzi, Wilma Goich, Emanuela Aureli, Jimmy Fontana, Antonio Mazzi, Gianni Mazza, Betty Curtis, Rosanna Fratello et Ragazzi Italiani                                               |
| 22 | 1997-1998 | Fabrizio Frizzi avec Antonella Clerici, Donatella Raffai, Giampiero Galeazzi, Luisa Corna, Mara Carfagna, Emanuela Aureli, Manlio Dovì, Padma Lakshmi et Gianni Mazza                                                                        |
| 23 | 1998-1999 | Giancarlo Magalli et Tullio Solenghi avec Anna Falchi, Elisabetta Ferracini, Lorenza Mario, Giampiero Galeazzi == Editions |
| 24 | 1999-2000 | Amadeus avec Romina Mondello puis Adriana Sklenarikova et Natalie Kriz |
| 25 | 2000-2001 | Carlo Conti et Iva Zanicchi avec Matilde Brandi, Rosita Celentano, Barbara Chiappini, Paolo Brosio et Paolo Fox |
| 26 | 2001-2002 | Carlo Conti, Antonella Clerici, Mara Venier et Ela Weber avec Fabrizio Del Noce, Gianfranco Vissani et Paolo Brosio |
| 27 | 2002-2003 | Mara Venier avec Paolo Villaggio, Giampiero Galeazzi, Gabriella Germani, Andrea Roncato, Silvana Pampanini, Moira Orfei, Renato Balestra et Giucas Casella                                                                                   |
| 28 | 2003-2004 | Paolo Bonolis avec Giancarlo Magalli, Claudio Lippi, Heather Parisi, Franco Oppini, Mirka Viola, Daniele Piombi, Patrizia De Blanck, Alessandro Paci, Mariolina Simone, Simona Samarelli, Dan Peterson, Jennifer Driver et Domenico Mazzullo |
| 29 | 2004-2005 | Mara Venier avec Paolo Limiti et Massimo Giletti |
| 30 | 2005-2006 | Mara Venier, Massimo Giletti et Pippo Baudo |
| 31 | 2006-2007 | Massimo Giletti, Lorena Bianchetti et Pippo Baudo |
| 32 | 2007-2008 | Massimo Giletti, Lorena Bianchetti et Pippo Baudo |
| 33 | 2008-2009 | Massimo Giletti, Lorena Bianchetti et Pippo Baudo |
| 34 | 2009-2010 | Massimo Giletti et Pippo Baudo |
| 35 | 2010-2011 | Massimo Giletti, Sonia Grey et Lorella Cuccarini |
| 36 | 2011-2012 | Massimo Giletti et Lorella Cuccarini |
| 37 | 2012-2013 | Massimo Giletti et Lorella Cuccarini |
| 38 | 2013-2014 | Mara Venier |
| 39 | 2014-2015 | Paola Perego et Pino Insegno |
| 40 | 2015-2016 | Paola Perego et Salvo Sottile |
| 41 | 2016-2017 | Pippo Baudo et Chiara Francini |
| 42 | 2017-2018 | Cristina Parodi |
| 43 | 2018-2019 | Mara Venier |